# Segno di Fox
Il segno di Fox è un segno clinico in cui si vedono lividi sul legamento inguinale . Si verifica in pazienti con sanguinamento retroperitoneale, generalmente dovuto a pancreatite emorragica acuta.
Prende il nome dal chirurgo londinese John Adrian Fox dopo aver riportato due casi fatali di ecchimosi non traumatica nella parte superiore ed esterna della coscia come segno diagnostico di emorragia retroperitoneale.
Spesso è stato erroneamente attribuito al quasi omonimo dermatologo americano George Henry Fox (1846-1937) nonostante la pubblicazione di J.A. Fox nel 1966.